# 아르떼 수성랜드
아르떼 수성랜드는 대구광역시 수성구 상동에 위치한 놀이공원이다. 1993년 수성랜드로 개장하여 2012년 아르떼 수성랜드로 이름을 바꾸었다. 도예공방, 허브공방 등의 체험 시설과 놀이기구, 아이스링크 등을 운영하고 있으며 개장 당시의 입장료는 무료였으나 2014년 1월부터 입장료를 징수하고 있다.